# نيدنشتاين
نيدنشتاين (بالألمانية: Niedenstein) هي بلدة ألمانية تقع في شوالم-إدر شمالي ولاية هسن في ألمانيا. يقدر عدد سكانها بـ 5,311 نسمة حسب إحصائية 2015م.